# Richard Neville (5. hrabě ze Salisbury)
Richard Neville, 5. hrabě ze Salisbury (1400 – 31. prosinec 1460) byl yorským vojevůdcem v počátečním období válek růží.

## Mládí
Richard Neville se narodil roku 1400 jako třetí syn Ralfa Neville. Byl prvním dítětem Ralfovy druhé manželky Jany Beaufortové. Rodina Neville vlastnila původně panství v Durhamu a Yorkshire, ale Richard II. i Jindřich IV. chtěli vyvážit vliv Percyů u hranic se Skotskem a tak byl Ralf jmenován strážcem západního příhraničí.
Potomci Ralfa a jeho druhé manželky uzavřeli sňatky s potomky velmi vlivných aristokratů. Richard se oženil s Alicí Montagu, dcerou a dědičkou hraběte ze Salisbury. Po jeho smrti roku 1429 po něm Richard zdědil titul hraběte a spolu s tím i rozsáhlé panství. Navíc jeho nevlastní bratr John souhlasil s převodem dědických práv z rodu Neville na Janu Beaufortovou a po její smrti roku 1440 na Richarda.

## Strážce pohraničí
Ochranu skotského pohraničí zajišťovali dva strážci – východní a západní. Obě tyto funkce zastávali v 14. století příslušníci rodu Percyů. Roku 1399 se Hotspur Percy vzbouřil a jeho otec byl uvězněn jako rukojmí. Jindřich IV. pověřil Ralfa Neville, aby Percyho zajal a za odměnu ho dosadil jako strážce východní i západní části pohraničí. Poté, co na trůn nastoupil Jindřich V., byl rod Percyů omilostněn, jejich panství jim bylo vráceno a byl jim navrácen i úřad strážce východní části pohraničí. Část západní nicméně zůstala v rukou rodiny Neville včetně dědického práva k ní.
Richard byl jmenován do úřadu strážce v březnu 1420. Byl to velmi výnosný úřad s ročním příjmem 1500 liber. Byl jmenován také smírčím soudcem v Cumberlandu, Westmorelandu a Durhamu. Roku 1431 doprovázel mladého Jindřicha VI. na jeho cestě do Francie a po návratu byl jmenován i do funkce strážce západní části pohraničí. Roku 1436 ale na obě funkce rezignoval. Poté se vypravil s 1300 ozbrojenými muži spolu s Richardem Plantagenetem, vévodou z Yorku do Francie. Vrátil se následující rok a v listopadu se stal členem královské rady. Roku 1443 se vrátil do úřadu strážce západní části pohraničí.

## Neville a Percy
Na konci roku byl Richard ve velmi dobré pozici. Byl členem královské rady a strážcem západní části pohraničí. Jeho bratr Robert byl biskupem Durhamským a druhý bratr Vilém správcem hradu Roxburgh. Měl sedm dětí a jeho dvě nejstarší děti uzavřely sňatek s potomky Richarda Beauchampa, hraběte z Warwicku. Bylo ale zřejmé, že vliv rodiny Neville začíná postupně slábnout. Král Jindřich VI. se ujal jako dospělý vlády a začal podporovat své blízké příbuzné a Richard byl s ním příbuzensky spojen jen velmi vzdáleně.
Rodina Percyů vlastnila půdu v rámci velké části severu země, zatímco panství rodiny Neville se nacházelo především v Yorkshire a Durhamu. Nicméně jako strážce západní části pohraničí mohl na severu uplatňovat daleko větší vliv, než odpovídalo rozsahu jím vlastněné půdy. Roku 1448 po obnovení války se Skotskem pochodoval Jindřich Percy, hrabě z Northumberlandu se svým vojskem přes oblast západního pohraničí, které spravoval Richard, což bylo považováno za velký prohřešek proti dobrým mravům. Northumberland byl poražen a jeho syn Jindřich byl zajat. Richard se snažil odrazit útok, ale ztratil při něm asi 2000 koní a byl vyloučen z mírových jednání, což vztahy mezi oběma rody dále vyostřilo.

## Neville a York
Richard se, i na základě sporů mezi jeho rodinou a královými oblíbenci, později spojil s Richardem z Yorku, který ho roku 1455 jmenoval kancléřem. Když se král Jindřich uzdravil a pokoušel se dobýt zpět svou nezávislost, zavrhl Richarda z Yorku jako svého protektora. Salisbury podpořil Richarda z Yorku v první bitvě u St Albans. Po bitvě u Blore Heath, kde byl jako velitel velice úspěšný, odejel do Calais. Byl popraven den po porážce v bitvě u Wakefieldu.